# Junior (album)
Junior är den norska gruppen Röyksopps tredje studioalbum. Albumet släpptes år 2009. 

## Låtlista
1. "Happy Up Here" – 2:44
2. "The Girl and the Robot" – 4:28
3. "Vision One" – 4:59
4. "This Must Be It" – 4:41
5. "Röyksopp Forever" – 4:59
6. "Miss It So Much" – 5:01
7. "Tricky Tricky" – 5:59
8. "You Don't Have a Clue" – 4:33
9. "Silver Cruiser" – 4:36
10. "True to Life" – 5:50
11. "It's What I Want" – 3:06

## Singlar
- "Happy Up Here"
- "The Girl and the Robot" med sång av Robyn. Låten blev den tionde största på Trackslistan 2009.
- "This Must Be It" med sång av Karin Dreijer.